# Диброва (Чортковский район)
Диброва (укр. Діброва) — село в Коропецкой поселковой общине Чортковского района Тернопольской области Украины.
До 2020 года входило в Монастырисский район.
Население по переписи 2001 года составляло 356 человек. Почтовый индекс — 48305. Телефонный код — 3555.